# Amartya Sen
Amartya Kumar Sen (अमर्त्‍य कुमार सेन) (Santiniketan (West-Bengalen), 3 november 1933) is een Indiaas econoom en filosoof die bekendheid verwierf met zijn werk over honger, welvaartstheorie en de mechanismen achter armoede. In 1998 ontving Sen de Prijs van de Zweedse Rijksbank voor economie (beter bekend als de Nobelprijs voor de Economie) voor zijn theoretisch werk over de ethische aspecten van de economie, en zijn strijd tegen de armoede in de wereld.
Zijn loopbaan begon in India. Daar heeft hij aan de University of Visva-Bharata, Presidency College en Delhi School of Economics gestudeerd. Andere universiteiten waar Sen aan verbonden is geweest zijn onder meer: The London School of Economics, University of Cambridge, Harvard en Oxford.
In zijn boek Vrijheid is vooruitgang (Development as Freedom, 1999) betoogt hij dat vooruitgang, ontwikkeling bestaat uit het opheffen van onvrijheden. Het verruimen van de vrijheid van mensen is doel en middel van ontwikkeling. Deze vrijheid kan economische vrijheid zijn maar ook politieke vrijheid, sociale voorzieningen (onderwijs, gezondheidszorg), garantie op openheid van zaken en sociale zekerheid. Ontwikkeling is dus meer dan alleen toename van het nationale inkomen. De toename van vrijheid is voor alle landen en is niet alleen voorbehouden aan rijke landen. Armoede is bij Sen niet alleen een laag geldinkomen maar een algemeen gebrek aan mogelijkheden voor mensen om het soort leven te leiden dat men wil. Hij ontwikkelde deze capabilities approach - benadering samen met de Amerikaanse filosofe Martha Nussbaum. Deze opvatting heeft geleid tot het ontstaan van het jaarlijkse Human Development Report van de UNDP.
Een belangrijk artikel van Sen is Rational Fools, a critique of the behavioral foundations of economic theory. Hierin beschrijft hij een kritiek op de rationele keuzetheorie. Individuen handelen niet alleen op basis van rationele keuze, maar ook op basis van moraliteit. Zij dienen rekening te houden met de waarde die zij aan hun omgeving hechten. Daarnaast zegt Sen dat het onmogelijk is voor individuen om alle mogelijke keuzes af te wegen om zo hun beste optie te kiezen.

## Bron
Interview februari 2014.